# 上杉重房
上杉 重房（うえすぎ しげふさ）は、鎌倉時代中期の公家（公家貴族）・武家（軍事貴族）。上杉氏の祖。

## 生涯
京都の中級貴族であった左衛門尉・藤原清房の次男として誕生。
建長4年（1252年）、鎌倉では5代執権・北条時頼により鎌倉幕府5代将軍・藤原頼嗣が京へ送還され、新たに後嵯峨天皇の皇子・宗尊親王が下向し6代将軍に就任するが、『続群書類従』所載「上杉系図」に拠れば、重房はその介添えとして共に鎌倉へ供奉し、丹波国何鹿郡上杉庄を賜り、以後上杉氏を称した 。
『吾妻鏡』建長4年（1252年）4月1日条に記される宗尊親王の鎌倉下向に従った人々の記載には重房の名は見られないが、「宗尊親王鎌倉下向記」『続国史大系』には源通親娘で後嵯峨院の乳母であった「西御方」の介添えとして重房と官位の一致する「とうしんざゑもん（藤新左衛門尉）の存在が記され、重房は式乾門院の没後に西御方に仕え鎌倉へ下向し、宗尊親王に直接仕える立場ではなかった可能性が指摘される。
なお、『尊卑分脈』では重房を式乾門院の蔵人とし、官位については記載されていない。鎌倉期の上杉氏は五位以上の官位を得られずに没落しており、重房は村上源氏土御門流の家人であった可能性が指摘される。
文永3年（1266年）、宗尊親王は謀反の疑いにより帰洛させられるが、重房はそのまま鎌倉にとどまり、武士となって幕府に仕えた。やがて有力御家人・足利泰氏に仕える。足利氏は代々北条氏から室を迎えるのが通例であったが、『尊卑分脈』に拠れば重房の娘（妹?）が足利頼氏の家女房となり、その間に生まれた家時は足利氏の当主となる。以後、上杉氏は姻戚関係を通じて足利家中で権勢を得るようになった。この婚姻は、足利氏がもともと公家で朝廷とのつながりがあった上杉氏を重要視した結果といわれる。
また、重房の孫娘・清子は、家時の子・足利貞氏に嫁して後の室町幕府初代将軍・足利尊氏やその弟の直義を産んでいる。また、清子の弟は題目宗の僧となって日静と名乗り、京本圀寺や越後国三条本成寺（新潟県三条市）の住職となり、師・日印が幕府の殿中で全宗派を論破したことを『鎌倉殿中問答』として記している。
鎌倉明月院に木造上杉重房坐像（国の重要文化財）が所蔵されている（鎌倉国宝館に寄託）。